# Combat of Giants: Dinosaur Strike
Combat of Giants: Dinosaur Strike (in Noord-Amerika: Battle of Giants: Dinosaur Strike) is een computerspel dat op 2 november 2010 werd uitgebracht voor de Wii. Het spel is ontwikkeld door Ubisoft en kent elementen van role-playing game. Het spel wordt geleverd met een pistool en de speler moet zich een weg banen door jungles met prehistorische beesten. Als wapen kan men een pistool, afgezaagde shotgun, kruisboog en een machinegeweer gebruiken. De speler moet onder meer de volgende dinosaurussen verslaan, te weten: raptor, pterodactylus, dilophosaurus, ankylosaurus, tyrannosaurus rex.
Het spel kan met in single of dual player mode gespeeld worden.